# Canal+ Sport 5
Canal+ Sport 5 anciennement nSport+ et nSport, est une chaîne de télévision payante sportive polonaise appartenant à la société de médias ITI Neovision, dont l'actionnaire principal est Canal +, qui fait partie de Platforma Canal+. 
Le 1er septembre 2014, le nom est changé pour nSport +, ainsi que sa charte visuelle et son logo.
Elle était la version polonaise de la chaîne de télévision française Sport+.
Le 4 avril 2022, elle change à nouveau de nom pour Canal+ Sport 5.

## Histoire
nSport commence à diffuser le 12 octobre 2006 à 16 h. Le premier programme est un service d'information dirigé par Piotr Karpiński. Initialement diffusé seulement sur la plateforme N, le programme apparait dans une offre de télévision à la carte à partir d'octobre 2008 puis à partir du 1er janvier 2010 également dans les réseaux câblés.
Censée prendre fin lors de la fusion de Cyfra + avec la plateforme N (en), elle s'est finalement présente dans l'offre nc +.
Son offre comprend des émissions de football, dont l'UEFA Champions League, et autres émissions sportives (entre autres Speedway Ekstraliga pour le Speedway), des services de presse et plusieurs émissions d'actualités. Les émissions de sport en haute définition  sur la plateforme nc+. La chaine est également diffusée via la telévision à la carte ou des réseaux câblés en qualité SDTV. La chaîne diffuse un total de 20 à 21 heures de 6 h à 2 h ou de 3 h. Auparavant, elle diffusait entre 17 et 18 heures (de 9 h à 2 h ou 3 h), puis un total de 19 à 20 heures (de 7 h à 2 h puis 3 h).
Le 29 juillet 2014, le Conseil national de la radiodiffusion décide de changer le nom de la chaîne en nSport +. Ce nom fait référence aux noms de tous les autres canaux thématiques nc + dotés du signe « + », qui symbolise la marque Canal +. La chaîne a changé de nom le 1er septembre 2014, en même temps que le logo et la conception graphique,, qui restent en couleurs noire et verte.
Le 4 avril 2022 à 02h20, la chaîne change de nom et devient Canal Sport 5.

### Identité visuelle (logo)

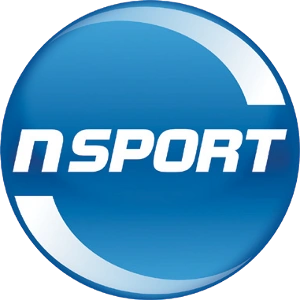
Logo de  NSport du 12 octobre 2006 au 1er septembre 2014.
Logo de NSport+ du au 1er septembre 2014 au 4 avril 2022.
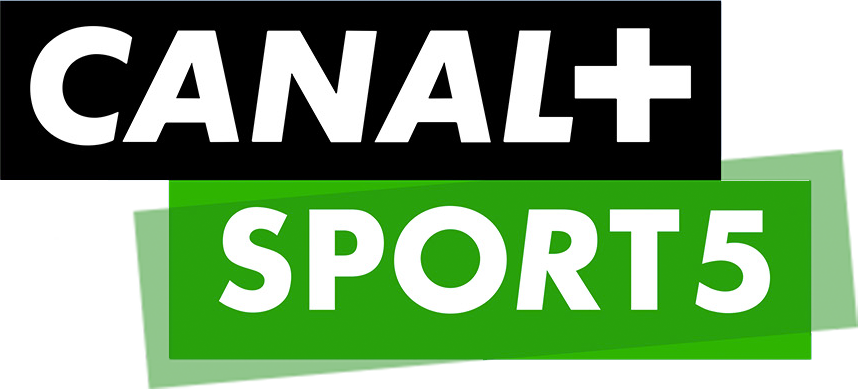
Logo de Canal+ Sport 5 depuis le 4 avril 2022.